# 最高敬語
最高敬語（さいこうけいご）とは、日本語における最上級の尊敬表現である。かつては、天皇・太上天皇（上皇）・太上法皇（法皇）・皇族のみならず、摂政・関白、征夷大将軍等高位の貴人や高僧にも用いられたが、明治時代以降は、主として天皇・皇族に対してのみ用いられるようになった。外交儀礼として外国の君主・皇族・王族についても天皇・皇族に準じ、その他国家元首他顕官について特有の表現を用いることがある。

## 概要
新聞・ラジオなどのメディアにおいては、太平洋戦争の頃まで広く用いられた。
戦後は一般的な敬語のうち最上級の表現に差し替えて報道されるようになった。しかし、公文書をはじめ公的に用いられる表現としては、戦後に使用されなくなった表現がある一方、依然として最高敬語が用いられる。ここには、主な最高敬語と対応する普通語を記載する。
二重・三重敬語から派生した固定表現や、主として漢文に根拠を持つ漢語などがある。古文において特定の語が現れたときに、その語の持つ性質によって、主語がなくとも誰の発言か解ることがある。

### 敬称
いずれも現任者にのみ添えられる（「昭和天皇陛下」とは言わない）。
- 陛下［天皇、太上天皇、三后（皇后、太皇太后、皇太后〈上皇后含む〉）および外国の国王[1][2]および三后[3]］
- 殿下（天皇・三后以外の皇族、王配[4]、公国・首長国の元首を含む外国の同等の王侯族[1][5]）
- 台下（ローマ教皇[1][6]）
- 猊下（枢機卿など[1]）

以下は天皇・皇族に対してのみ使われる。

### 副詞
- 畏くも（「おそれ多い」の意）

### 動詞
- 遊ばされる（する）
- 有らせられる（居る　「いらっしゃる」の更に上位表現）
- おかせられる（於く）
- 賜う（する、与える　「給う」とも表記）

### 名詞

#### 身体に関する語
- 宸儀（天皇の身体、天皇自身）
- 玉体・聖体（天皇の身体）
- 玉音（天皇の声）
- 玉歩（天皇の歩行）
- 玉顔・天顔・竜顔（天皇の顔）
- 宝算・聖寿（天皇の年齢）
- 叡慮・聖慮・宸慮（天皇の考え、意向）
- 宸意・宸旨（天皇の意向）
- 聖旨（天皇の考え、命令）
- 令旨・懿旨（三后の命令）
- 聖断・宸断（天皇の決断）
- 宸襟・宸念・軫念（天皇の精神状態、気持ち）
- 大御心（天皇の心、考え）
- 宸衷（天皇の心の内）
- 宸憂（天皇の悩み、心配）
- 不予・不豫（天皇の病気）

「宸」とは、天子・帝王関連のこと。

#### 言動に関する語
- 行幸（天皇の外出）[7][8]
- 行啓（皇后・皇太后・皇太子・皇太子妃の外出）[7]
- 行幸啓（天皇・皇后一緒の外出）[7]
- 御幸（上皇の外出）
- お成り（その他の皇族の外出）[7]
- 巡幸・宸遊・震遊（天皇の巡遊）
- 巡啓（皇后・皇太后・皇太子・皇太子妃の巡遊）
- 還御・還幸（天皇・上皇が帰還すること）[7]
- 還啓（皇后・皇太后・皇太子・皇太子妃が帰還すること）[7]
- 還幸啓（行幸啓からの帰還）[7]
- ご帰還（その他の皇族の帰還）[7]
- ご会釈（天皇皇后が皇居勤労奉仕の参加者に直接、感謝の挨拶をする）
- 御親臨・親臨（天皇が自ら出向くこと）
- 出御・渡御（天皇の外出、又は目下の者の前に出向くこと、もしくは天皇・三后のお出まし）
- 入御（天皇・三后がその場から退出すること、天皇・三后が内裏に入ること）
- 臨御（天皇がその場にいること）
- 御台臨・台臨（三后、皇族がいること）
- 進御（天皇・三后が進み出ること、天皇・三后のおでまし）
- 着御（天皇・三后が到着すること）
- 通御（天皇・三后が通ること）
- 昇御（天皇・三后が高御座、御帳台などに昇ること）
- 御発輦・発輦（天皇が車等で出発すること）
- 御駐輦・駐輦（天皇が行幸の途中、目的地以外で車を止めること）
「輦」とは天皇だけが乗る特製の輿のこと。
- 鹵簿（行幸、行啓の行列のこと）
- 御親謁・親謁 天皇の神宮、天皇陵への直接参拝)
- 御親拝・親拝（天皇の神社への直接参拝）
- 御拝（天皇が拝礼すること）
- 御親覧・御宸覧・御天覧・御上覧・御叡覧・御宸鑑・御宸鑒（天皇が見ること）
- 御台覧（天皇以外の皇族が見ること）
- 遷御（天皇・上皇・三后が引っ越すこと）
- 寝御（天皇・三后が寝ること）
- 渙発（天皇が詔・勅を広く国内外に示すこと）
- 崩御（天皇、上皇、三后[9]並びに外国の国王[10]及び三后の逝去に用いる）
- 薨御（皇太子の逝去に用いる）
- 薨去（天皇、上皇、三后、皇太子以外の皇族[11]及び王配を含む外国の王族[12]の逝去に用いる）
- 降誕（皇族の出生）[注 1]
- 親任式（天皇による官僚任命式典）
- 親授（天皇が勲章を直接手渡す）

#### その他
- 御名御璽（天皇の署名と印影）
  - 御璽（天皇の印章）
- 御真影（天皇の写真）
- 御宇（天皇の治世　君が代）
- 聖駕・竜駕（天皇が乗車する乗り物）
- 宸輿（天皇の乗る輿）
- 玉輦（天皇・三后が乗車する乗り物）
- 鶴駕（皇太子が乗車する乗り物）
- 禁闕・宸闕・宮闕・禁掖・宸掖（天皇の住居）
- 紫宸（天皇の御殿、紫宸殿の語源）
- 玉座（天皇の座席）
- 皇謨・聖謨・皇猷・宸謨（天皇のはかりごと、施策）
- 宸翰・宸筆・宸章（天皇の書いた筆跡）
- 御製（天皇の詠んだ和歌）[13]
- 御歌（皇后の詠んだ和歌）[13]
- お歌（天皇皇后以外の皇族の詠んだ和歌）[13]
- 勅語・優諚・おことば（天皇の声明）
「おことば」が天皇の声明に対しても使われるようになったのは戦後以降。
- 勅命（天皇の名において下される行政命令）
- 勅令（天皇の名において直接施行される法律）
日本国憲法が施行された1947年5月以降は存在しない
- 御下（天皇が食べた食事の残り）
- 宸宴（天皇の催す酒宴）
- 御遊（天皇などが催す詩歌管弦の遊び）
- ご公務（天皇皇族の執務）
他に「ご懐妊」[14]「ご出産」「ご誕生」[15]「ご入学」「ご進学」[16]など、全てに平仮名書きの「ご」が冠される。
- ご学友（皇太子や皇族と級友になる事を特別に許された一般市民の子女　帝国憲法下では華族のみ）
- 御物（皇室の私有品になっている絵画、書跡、刀剣など）

### 接頭辞・接尾辞の「御（ぎょ）」
上記、名詞の例で多く見られるように、「御」を漢音で「ぎょ」と読み、行為や持物を表わす漢語の接頭辞（例.御名御璽、御製、御物）又は動作（多くは移動）を表す漢語の接尾辞として用いる場合（例.還御、遷御、崩御）、その行為・動作の主体や持物の所有者は天皇またはこれに準ずる人のもの、すなわち最高敬語であることを示す。この用法は「御」に天下を統御する人を指す用法があり、それが名詞また動詞に付されたところから生じたものである。最高敬語ではなく、一般的な敬語としては、「御」は呉音で「ご」、または訓を当てて「おん」「お」「み」などと読むものである。まれな例外として「御意」などがあるが、17世紀初頭に編纂された『ロドリゲス日本大文典』においても「助辞Go （御）の接続し得ない極めて僅な特定の語にのみ接続する」と言及されている。最高敬語に関係する語で「御」を「ご」と読むもの（例.御真影）は明治以降に発生した用法がほとんどであり、もともと最高敬語であるものに重ねて冠したものも多い（例.御親臨、御親謁）。

## 現代における使用
「御乗車になられましたら」のような多重敬語は、主に皇室に対してのみ使用されてきたものであるため、世間一般において使用される場合には過剰であると見做される場合がある。「日本語の乱れ」を参照。